# Mahirwan Mamtani
Mahirwan Mamtani   (2 de novembre de 1935) és un pintor, artista gràfic i multimèdia.
Mamtani va créixer a l'Índia, hi va estudiar i es va traslladar el 1966 a Alemanya, on havia rebut una beca del DAAD (Servei d'Intercanvi Acadèmic Alemany) per estudiar pintura a la Kunstakademie. Des d'aleshores viu i treballa a Munic i als voltants.

## Biografia
Ja amb sis anys a Sindh, Mahirwan Mamtani va començar a pintar, principalment amb carbó i guixos a les parets. A l'edat de 12 anys, a causa de la partició de l'Índia, el 1947 la família es va traslladar a Delhi. A causa de les miserables condicions de vida com a refugiat, estirat al llit de malalt, va ensenyar ell mateix sense una escolarització adequada. Solia gargotejar amb llapis o pastels sobre paper. No obstant això, les circumstàncies van obligar a Mamtani a guanyar diners fent diverses feines i el seu impuls de pintar es va suprimir per falta de temps i diners. Després d'uns anys d'aquestes condicions, solitud i treball dur en l'autoeducació, Mamtani, a més de la seva feina, va començar a estudiar la llicenciatura en arts i després es va incorporar a les classes nocturnes al Departament de Belles Arts de la Politècnica de Delhi per estudiar pintura. Va obtenir el Diploma Nacional l'any 1962. El 1966 se li va concedir una beca pel Servei d'Intercanvi Acadèmic Alemany (DAAD) per estudiar pintura a l'Acadèmia de Belles Arts de Munic amb el professor Franz Nagel. Des de llavors viu amb la seva família a la zona de Múnic i Baviera i als voltants.

## Carrera

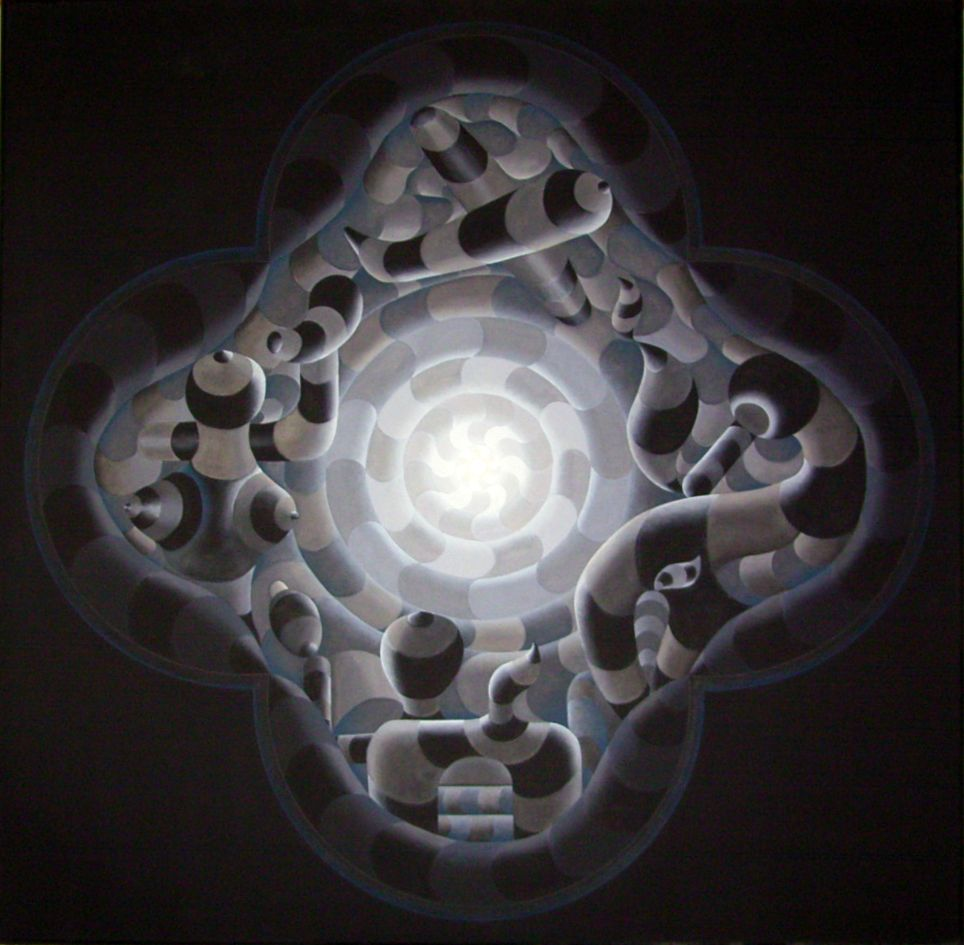
Centrovisió 168

Ja al començament dels seus estudis, Mamtani era conscient de Kandinsky, un dels pioners del modernisme, que havia estat a la recerca de dimensions espirituals en l'art. Per a Mamtani pot remuntar-se fins a William Blake al segle xviiiI o estendre's fins a un contemporani alemany com Joseph Beuys, que es va veure influenciat pels ensenyaments antroposòfics de Rudolf Steiner.
A Múnic, als anys 60, va ser influenciat pel constructivisme, i amb la seva procedència india, per l'art tantra. D'aquests orígens va sorgir la seva sèrie "Centrovision", que -ja l'any 1990- constava de més de 3000 obres.

### Centrevisió
| «                 | La inspiració per a la concepció de Mahirwan Mamtani de Centrevisió es deriva de la manifestació de les doctrines tàntriques. Emanant del centre cap a l'exterior, les seves formes són semblants al concepte mandala, la manifestació visual del qual es basa en l'axioma de microcosmos versus macrocosmos. La sensació de procreació és evocada per la disposició rítmica de formes orgàniques simètriques i curvilínies, les arrels de les quals es podrien rastrejar en la forma de la femella, símbol de Shakti, l'energia còsmica suprema. En comptes de tenir un flux de llum, les pintures estan impregnades dels valors tonals xiuxiuejants aconseguits mitjançant la integració de tonalitats de color amb una llum suau que esdevé l'ingredient essencial per a la modulació de formes circulars palpitants. | » |
| — Dr. L.P. Sihare | |   |

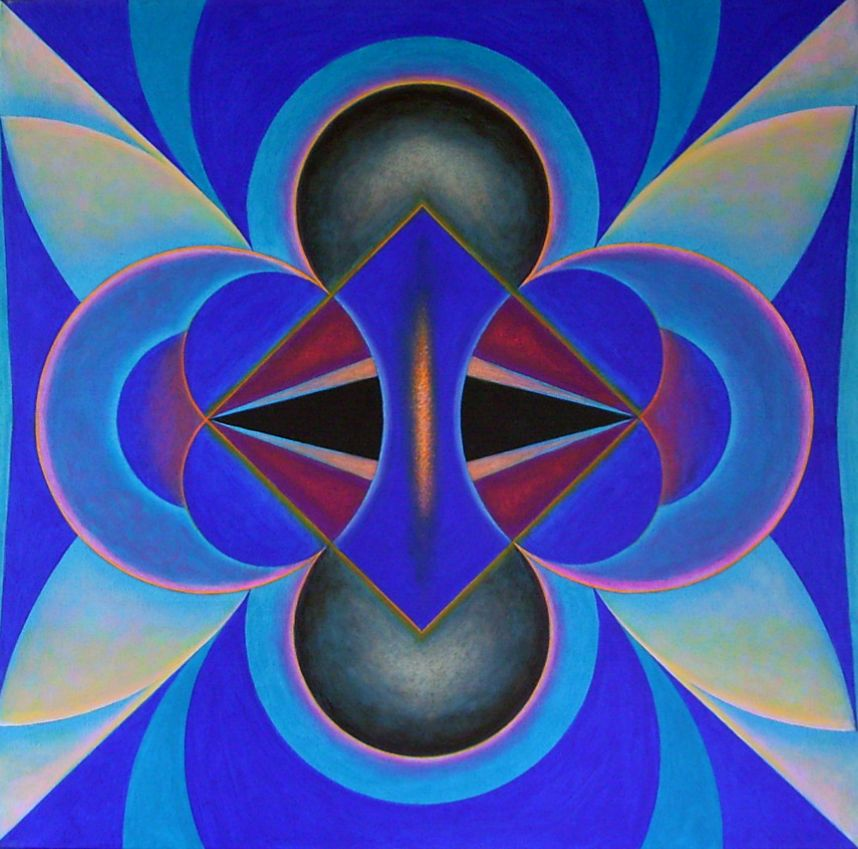
Centrevisió 1204

Alguns dels seus projectes multimèdia anteriors van ser pel·lícules d'animació gràfica: CENTROVISION (1981) i FACES (1982). A partir de 1990 es va basar en una idea d'obres anteriors (1985), on havia començat a deixar que apareguessin cares en algunes de les seves obres d'art. Va fer danses amb diverses màscares de mandala, que havia pintat sobre fusta, i va gravar aquestes danses en forma de fotos i vídeos amb l'ajuda d'un temporitzador. Després va pintar sobre la superfície dels fulls fotogràfics resultants amb colors acrílics, creant una sèrie de noves obres d'art de tècniques mixtes que va anomenar "Fotos transmutades". Durant aquest temps també va experimentar amb altres tècniques mixtes.

A partir de l'any 2000, Mamtani va crear "Mandala Conscious Beings" on es va centrar en les pintures figuratives utilitzant màscares de mandala com a elements centrals. Això va ser impulsat pel seu impuls per fer front a les emocions humanes (màscares). Les seves declaracions van ser "Tots portem màscares constantment. Estem canviant les màscares, però no les traiem".
Cap al 2003, també va començar a treballar en vídeos de ball anteriors, recomposant-los en nous clips (alguns d'ells disponibles a YouTube).

## Assoliments
Mamtani es compta entre els artistes del neo-tantra Biren De, GR Santosh, KCS Paniker, Sohan Qadri, Proffula Mohanti, Haridasan, Om Prakash Sharma, PT Reddy, Viswanathan. El grup va exposar en diversos museus d'Alemanya, EUA i Austràlia.
A Europa, Mamtani pertany a un grup d'artistes THE SPIRITUAL IN ART – Domenico Caneschi, Itàlia – Pietro Gentili, Itàlia – Guy Harloff, França – Joerg Anton Schulthess, Suïssa – Nora Ullmann, Israel. Aquest grup va ser iniciat a la dècada del 1970 pel Dr. Walter Schönenberger, director del museu de Lugano, que va organitzar diverses exposicions a Locarno, Aarau, Milà i Bochum.

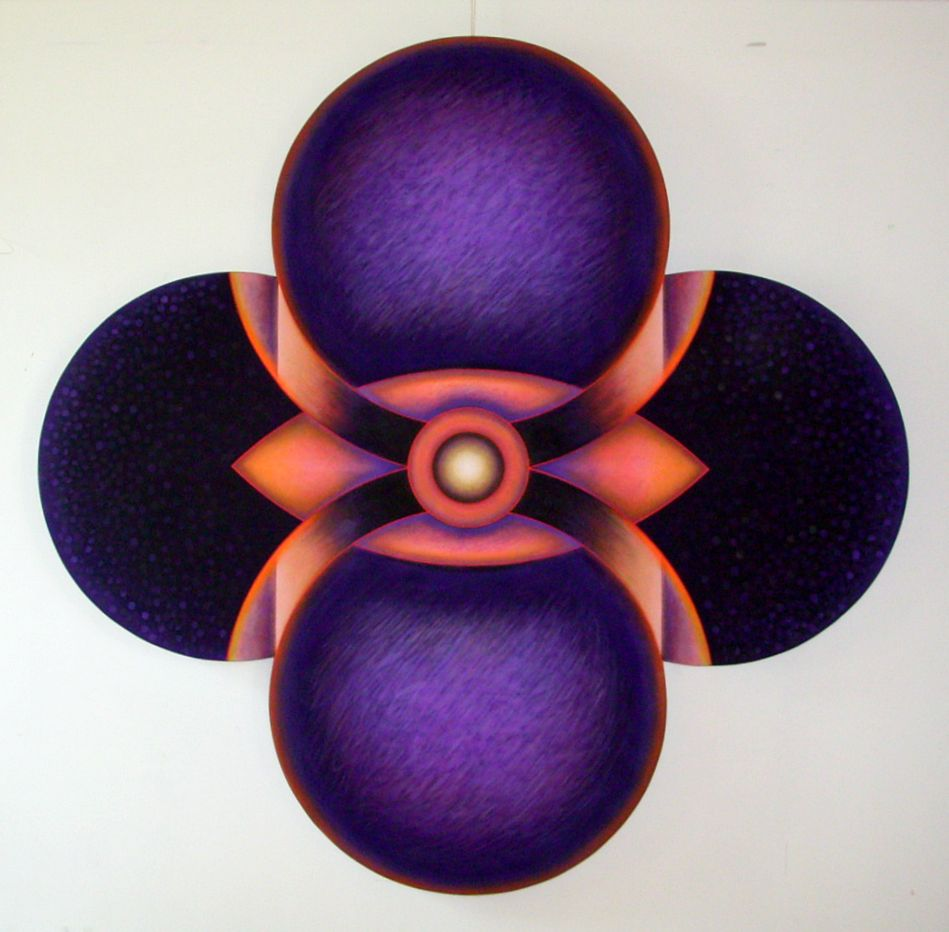
Centrovisió 1164 1990
190x190 acrílic-retall de fusta

## Edicions gràfiques
- Edició galeria d'art modern, Berlín
- Bruckmann Verlag, Múnic
- Kunstverein Múnic
- Galerie Toni Brechbühl, Grenchen
- Galerie Regio, Friburg
- Galeria Becher, Wuppertal
- Edició Galerie Wassermann, Múnic

## Premis
- 1976 Tòquio, 10a Biennal Internacional d'Estampa
- 1978 Nova Delhi, Premi Nacional de Pintura, Lalit Kala Akademi